# Ivan Cesar
Ivan Cesar (Beletinec, Sveti Ilija, 9. svibnja 1936., Zagreb, 26. studenoga 1993.)  hrvatski povjesničar književnosti, slovenist, priređivač, književni prevoditelj i političar.

## Znanstveni rad
Diplomirao je jugoslavistiku i psihologiju, na Filozofskom fakultetu u Zagrebu. U Njemačkoj je studirao klasičnu filologiju i romanistiku. Bio je lektor na Sveučilištu u Münchenu. Doktorirao je na Filozofskom fakultetu u Ljubljani, 1974. godine, s temom Poetika pripovjedne proze Cirila Kosmača. Potom radi na Odsjeku za slavistiku Filozofskog fakulteta u Zagrebu. 
Proučava južnoslavenske književnosti, posebno slovensku, a osobito barokne propovijedi, potom prosvjetiteljstvo, ekspresionizam, socijalistički realizam i avangardu. Pozornost usmjerava na djela Cirila Kosmača, Ivana Cankara, Stanka Vraza i Ivana Potrču. Zajedno s Jožom Pogačnikom izdaje povijesni pregled slovenske književnosti, pod nazivom Slovenska književnost (1991.).

## Književni rad
Puno se je bavio književnim prevođenjem. Pisao je i pjesme na latinskom jeziku te je uvršten u antologiju Carmina latina recentiora, izdanu u Njemačkoj, 1975.

## Politički angažman
Utemeljio je Hrvatsku kršćansku demokratsku stranku i bio je njezin prvi predsjednik (1990. – 1992.). Vršio je dužnost ministra u Vladi Republike Hrvatske (1991. – 1992.). Bio je kandidat na hrvatskim predsjedničkim izborima 1992.